# Stiepnogorsk
Stiepnogorsk (kaz. i ros.: Степногорск) – miasto o znaczeniu obwodowym w północnym Kazachstanie, w obwodzie akmolskim. W 2009 roku liczyło ok. 47 tys. mieszkańców. Ośrodek przemysłu wydobywczego i chemicznego.
Miejscowość otrzymała prawa miejskie w 1964 roku.